# 渡辺大輔 (ローカルタレント)
渡辺 大輔（わたなべ だいすけ、1983年（昭和58年）3月1日 - ）は、熊本県のローカルタレント。

## 来歴
- 熊本県熊本市出身。熊本県立熊本西高等学校、熊本学園大学卒業。
- 元・ニューコ・ワン社員。
- 日本漢字能力検定2級の資格を持っている。
- 学生時代から放送部に所属。映像作品の構成・演出も手がける。
- ラジオパーソナリティ、各種イベントMC、ナレーターを主なタレント活動としている。

## 人物
- モノマネのレパートリーが豊富である。
- 恵比寿マスカッツの大ファンを公言している。特に麻美ゆまを強く推していた。
- 数年ほど毎日ブログを更新、最近はソーシャルメディアを活用するなど、いわゆる「わさもん」（熊本弁で"新しいもの好き"の意）である。
- 道の駅九州マスターに認定される。
- 2015年（平成27年）、自主制作のUstream番組「nabecchi car 23」でUSTREAM大賞2014・第6位を獲得。

## 現在出演中の番組

### ラジオ
- すいッチ!791（FM791 2013年4月3日 -、水曜12:06 - 14:50）
- グリーンサラダ（エフエム小国 2017年11月2日 -、木・金曜12:00 - 14:00）
- Wakey Wakey!（RKKラジオ 2023年10月6日 -、金曜7:00 - 9:00）
- 宇土シティモール presents MUSIC SHARE（エフエム熊本 2023年1月6日 -、金曜11:30 - 11:55）

### テレビ
- 水曜だけど土曜の番組 （RKKテレビ 2017年4月1日 -、水曜20:55 - 21:57）[注釈 1]

### CM
- 質屋かんてい局（ナレーション）
- カーパルコ熊本（ナレーション）ほか

## 過去の出演番組

### ラジオ
- CARINO-zakaSTUDIO サタデーpreciousマガジン（RKKラジオ 2007年10月6日 - 2008年3月29日）
- かたるバッ!（RKKラジオ 2008年4月4日 - 2009年4月3日）
- CARINO-zakaSTUDIO Sunday Smile Station（RKKラジオ 2008年4月6日 - 2009年3月29日）
- CARINO-zakaSTUDIO Saturday Smile Station（RKKラジオ 2010年5月1日 - 2012年9月1日）
- 熊本よかBuy運動キーパーソンメッセージ（FM791 2010年5月10日 - 2010年10月25日）
- サンデーゆうステーション（エフエム小国 2012年1月15日 - 2017年9月24日）
- カリーノ下通 Smile Avenue（RKKラジオ 2012年10月2日 - 2019年12月27日）
- 日曜GOGOチューン♪（RKKラジオ 2017年10月1日 - 2018年3月25日）
- GWEEENとはばたけHEROES!!（RKKラジオ 2013年4月1日 - 2022年9月30日）
- HEROESリクエスト（RKKラジオ 2017年4月2日 - 2022年9月25日）
- 糸永・大輔 ラジオやってます（RKKラジオ 2020年10月3日 - 2024年3月30日）

### テレビ
- 若っ人ランド（TKUテレビ熊本 2009年4月4日 - 2010年3月20日）[注釈 2]
- 行け!くまモン調査隊（熊本朝日放送 2013年4月25日 - 2014年3月20日）
- LIVEニュース（J:COM 熊本 2022年1月11日 - 2022年9月27日）[1]